# Federación de Fútbol de Auckland
La Federación de Fútbol de Auckland es uno de los entes regionales de Nueva Zelanda. Fue fundada en el año 2000, cuando se tomó la decisión de crear asociaciones de fútbol regionales que estuvieran bajo la supervisión de la Asociación de Fútbol de Nueva Zelanda.

## Competencias
Es el único ente regional del país que posee más de un torneo. La primera división es la Northern League, la siguen en la pirámide divisional la Lotto Sport Italia NRFL División 1 y Lotto Sport Italia NRFL División 2.
- Datos: Q4819525